# Dihya
Pour les articles homonymes, voir Kahina (homonymie) et Dihya (homonymie).
 (mars 2024).
La mise en forme du texte ne suit pas les recommandations de Wikipédia : il faut le « wikifier ».
Les points d'amélioration suivants sont les cas les plus fréquents. Le détail des points à revoir est peut-être précisé sur la page de discussion.
- Les titres sont pré-formatés par le logiciel. Ils ne sont ni en capitales, ni en gras.
- Le texte ne doit pas être écrit en capitales (les noms de famille non plus), ni en gras, ni en italique, ni en « petit »…
- Le gras n'est utilisé que pour surligner le titre de l'article dans l'introduction, une seule fois.
- L'italique est rarement utilisé : mots en langue étrangère, titres d'œuvres, noms de bateaux, etc.
- Les citations ne sont pas en italique mais en corps de texte normal. Elles sont entourées par des guillemets français : « et ».
- Les listes à puces sont à éviter, des paragraphes rédigés étant largement préférés. Les tableaux sont à réserver à la présentation de données structurées (résultats, etc.).
- Les appels de note de bas de page (petits chiffres en exposant, introduits par l'outil «  Source ») sont à placer entre la fin de phrase et le point final[comme ça].
- Les liens internes (vers d'autres articles de Wikipédia) sont à choisir avec parcimonie. Créez des liens vers des articles approfondissant le sujet. Les termes génériques sans rapport avec le sujet sont à éviter, ainsi que les répétitions de liens vers un même terme.
- Les liens externes sont à placer uniquement dans une section « Liens externes », à la fin de l'article. Ces liens sont à choisir avec parcimonie suivant les règles définies. Si un lien sert de source à l'article, son insertion dans le texte est à faire par les notes de bas de page.
- La présentation des références doit suivre les conventions bibliographiques. Il est recommandé d'utiliser les modèles {{Ouvrage}}, {{Chapitre}}, {{Article}}, {{Lien web}} et/ou {{Bibliographie}}. Le mode d'édition visuel peut mettre en forme automatiquement les références.
- Insérer une infobox (cadre d'informations à droite) n'est pas obligatoire pour parachever la mise en page.

Pour une aide détaillée, merci de consulter Aide:Wikification.
Si vous pensez que ces points ont été résolus, vous pouvez retirer ce bandeau et améliorer la mise en forme d'un autre article.
Dihya (en berbère : ⴷⵉⵁⵢⴰ), aussi connue sous le surnom de Al Kahina ou Al Kahena (arabe : الكاهنة : la prêtresse) chez les Arabes, est une reine guerrière berbère qui combat les Omeyyades, lors de la conquête musulmane du Maghreb au VIIe siècle. Après plusieurs succès contre les envahisseurs musulmans, Dihya meurt au combat, dans les Aurès, en 703.
Selon Zineb Ali-Benali, historienne et professeur des universités algérienne, Dihya aurait réussi, en son temps, à unifier la Berbérie. Tout en insistant sur ses qualités de chef militaire, elle indique que cette reine berbère figure « parmi les rares femmes au parcours politique aussi exceptionnel ».
De nombreuses romancières et essayistes féministes se sont approprié la figure de la Kahina pour sa charge symbolique, la décrivant comme l'une des premières féministes de l'Histoire.
Les mouvements berbéristes la considèrent comme une icône de l'amazighité. Elle est également une figure historique et identitaire des Chaouis ainsi que des Berbères en général.

## Étymologie
Son nom personnel est l'une de ces variations : Dihya, Daya, Dehiya, Dahya, Damya, Dihia ou Tihya (il est difficile de distinguer ces variantes à cause de l'orthographe amazighe berbère). Les sources arabes la nomment al-Kāhina (signifiant « la prophétesse » , « la devineresse »),, surnom donné par ses adversaires musulmans, en raison de sa prétendue capacité à prévoir l'avenir.
L'historien arabe Ibn Khaldoun, après avoir établi une généalogie de la reine, avance que son vrai nom est Dihya. Pour la désigner, les écrivains de langue arabe du Moyen Âge utilisent le nom Dihya, mais aussi le surnom Kahina, à l'exemple d'Ibn Khaldoun. La plupart des écrits historiques ou littéraires qui la mentionnent la désignent par le surnom de Kahena ou Kahina.
L'historien tunisien M'hamed Hassine Fantar avance que le nom Kahena serait d'origine punique (Kahena = khn, Kohenet en punique, c'est-à-dire « prêtresse »).

## Contexte
Dans un contexte général de guerres arabo-byzantines, la conquête de l'Afrique du Nord est décidée par le chef de la dynastie omeyyade, Muʿawiya Ier, premier calife omeyyade, et continuée par son fils, le second calife omeyyade, Yazid Ier. Oqba Ibn Nafi est le général arabe désigné pour conquérir le Maghreb et y propager l'islam. Il gouverne l'Ifriqiya (Maghreb oriental) de 666 à 675, puis de 681 à sa mort. Vers 670, il crée le poste militaire de Kairouan, dans le but d'en faire un point d'appui dans sa campagne de conquête du Maghreb.
Cette conquête se heurte à la résistance des populations locales et des puissances installées : l'Empire byzantin, implanté essentiellement sur les côtes et en particulier à Carthage et Septum (Ceuta), et les Berbères. L'exarchat de Carthage est une province excentrée de l'Empire byzantin.
Au début de la conquête musulmane du Maghreb, l'unité politique et administrative du Maghreb centrale (actuelle Algérie) est en grande partie réalisée par Koceïla. Ce chef berbère prend la tête de la résistance, de 680 à 688. Il s'oppose aux armées arabes, particulièrement au général Oqba Ibn Nafi, qu'il prend en embuscade et exécute à Tahouda en 683. D'après l'historien arabe Ibn Khaldoun (xive siècle), l'exécution d'Oqba ibn Nafi aurait été commanditée par Kahina. À la suite de cette défaite, les Omeyyades sont expulsés de Kairouan, qui est prise par Koceïla. Il gouverne alors une grande partie du Maghreb. Mais cela dure peu, il meurt en 688, près de Timgad, lors de bataille de Mammès, face aux renforts du calife dirigés par Zoheïr ibn Qais.
À Constantinople, à Constantin IV (668-685) succède Justinien II (685-695, puis 705-711). À Damas, les califes se succèdent, on passe de la branche soufyanide à la branche marwanide : Muʿawiya II (683-684), Marwan Ier (684-685), Abd Al-Malik (685-705). Le gouverneur de l'Ifriqiya (Maghreb oriental) est désormais Hassan Ibn Numan, au moins de 692 à sa mort, vers 700.

## Biographie

### Origines
L'historien Ibn Khaldoun (xive siècle) indique qu'elle naît dans la tribu berbère zénète des Djerawa, au début du viie siècle, qui habite les Aurès, et qu'elle serait la fille de Tabet, le chef de la tribu. Il lui attribue une généalogie remontant jusqu'à sept générations en arrière : elle aurait été « fille de Tabet, fils de Nîcan, fils de Baoura, fils de Mes-Kesri, fils d’Afred, fils d’Ousîla, fils de Guérao » (« … bint Tabita ibn Nîqân Bâwrâ Maskisrî Afrad Wasîla Jrâw »),. Cette famille aurait dirigé les Djeraoua, tribu alors à la tête des Botr, deux ethnonymes jusque-là jamais mis en relation avec la résistance berbère par les autres historiens arabes.
Cependant, seul Ibn Khaldoun parle des Djerawa ; les textes présentent le plus souvent Dihya comme « une femme berbère régnant dans l’Aurès », sans lien tribal particulier. La Kahena avait d'abord été « la reine de l’Aurès », avant de devenir « la reine des Berbères de l’Ifriqiya » (Maghreb oriental), nom que lui donnent les textes les plus anciens. Son origine aurassienne est corroborée par la localisation des grandes batailles de son règne. Quant au titre royal sans référence tribale qui lui est donné par ces sources, il correspond bien à la situation politique du massif. En effet, l'Aurès avait été la première région à se soulever contre le royaume vandale vers 484, et une principauté maure puissante s'est constituée, dirigée dans les années 530-540 par Iaudas.
Le pèlerin et voyageur at-Tijani (né entre 1272 et 1276) a néanmoins appris qu'elle appartenait à la tribu berbère des Laguatans. En effet, le mythe de la Kahena était tel, dès le xe siècle, qu'il se prêtait à toutes les récupérations. Les habitants du Maghreb avaient tendance à retrouver les traces de la reine un peu partout.
Les historiens actuels[Lesquels ?] admettent qu'elle était chrétienne, contrairement à une tradition qui la dit juive[Laquelle ?], tradition reprise entre autres par Ibn Khaldoun et, plus tard, par de nombreux historiens coloniaux. Les sources anciennes livrent plusieurs indices qui suggèrent la christianisation de la Kâhina. Outre les développements d'Ibn Khaldoun sur les Djerawa et en général « les Berbères d'Ifrîkiyya », tous chrétiens au moment de la conquête musulmane, c'est surtout un texte d'Al-Mâlikî (xie siècle) qui retient l'attention : « Elle avait avec elle une énorme idole de bois qu’elle adorait. On la portait devant elle sur un chameau. » M. Talbi a avancé avec vraisemblance l'hypothèse d'une icône chrétienne. Il peut s'agir aussi d'une statuette de la Vierge. Au regard du passé de l'Aurès, il est beaucoup plus logique de faire de la Kahina une chrétienne.

### Conflit
Dihya succède à Koceïla comme chef de guerre des tribus berbères vers 688, contre les armées omeyyades. Nombre de sources arabes, dont plusieurs des plus anciennes, établissent un lien explicite entre Koceïla et la Kahina. D'après l'historien al-Waqidi, Kahina se serait soulevée contre les Omeyyades, « par suite de l’indignation qu’elle ressentit de la mort de Koceila ».
En 698, le gouverneur et général omeyyade Hassan Ibn Numan quitte l'Égypte, et prend Carthage, et d'autres villes (voir la conquête musulmane du Maghreb). À Kairouan, Hassan s'informe de savoir qui est le roi le plus puissant de l'Ifriqiya, on lui dit qu'il s'agit de Kahina, une femme « qui régnait sur les Berbères et les Byzantins ». Il est donc allé à sa rencontre.
Kahina, ayant eu vent de ses intentions, marche sur la cité de Baghaï, croyant que Hassan pourrait l'utiliser comme une base, et la détruit. Hassan se dirige alors vers l'oued Nini (selon d'autres auteurs, à l'oued Meskiana), et s'arrête le long de la rivière pour procurer de l'eau à son armée. Kahina s'arrête le long de la même rivière avec son armée.
Les armées berbères et arabes passent la nuit à s'observer. Dans la vallée déserte et asséchée, Dihya dissimule son armée pendant la nuit, en partie dans la montagne, en partie derrière sa cavalerie et ses troupeaux de chameaux, pour prendre en embuscade les troupes d'Hassan. Le matin, lorsque les Arabes attaquent, ils sont accueillis par une pluie de flèches tirées entre les jambes des chameaux des Berbères. La cavalerie berbère qui se tient en embuscade surgit et massacre les forces arabes. Une fois les Arabes battus, les berbères les poursuivent jusqu'à Gabès. Cette victoire, appelée bataille des chameaux, permet d'expulser les Omeyyades de l'Ifriqyia. Ceux ci se réfugient en Cyrénaïque pendant près de 4 ou 5 années. Les historiens musulmans surnomment le lieu de la bataille « Nahr Al Bala » (littéralement, la « rivière des épreuves »). Les Berbères font un grand nombre de prisonniers, Kahina leur rend la liberté, à l'exception d'un neveu de Hassan, nommé Khalid ibn Yazid.
Consciente que l'ennemi est trop puissant et va revenir, Kahina aurait pratiqué la politique de la terre brûlée en vue de dissuader l'envahisseur de s'approprier les terres, s'aliénant par là une partie de son peuple. Cette politique a peu d'impact sur les montagnes et les tribus du désert, mais a pour effet de lui faire perdre le soutien crucial des sédentaires et des habitants des oasis. Au lieu de décourager les armées arabes, cette décision désespérée accélère la défaite de Kahina.
Pendant quelques années, elle gouverne un État berbère indépendant, des montagnes de l'Aurès aux oasis de Gadamès (695-700/703). Les chroniqueurs arabes sont silencieux sur la manière dont Kahina gouverne son territoire, mais il semble qu'à I'instar de Koceïla, elle ne mène aucune représailles contre les musulmans.
Cinq ans plus tard, Hassan Ibn Numan revient à l'assaut avec des renforts du calife Abd Al-Malik qui lui accorde plusieurs milliers de guerriers avec pour but de reconquérir l'Ifriqiya. Il commence par soumettre Gabès, le Nefzaoua et Gafsa.

### Mort
Dihya s'engage une dernière fois face aux Omeyyades à Tabarka, dans l'actuelle nord de la Tunisie.
Ibn Khaldoun décrit le combat comme particulièrement âpre, et indique que les musulmans ont bénéficié « d'une intervention spéciale de Dieu ». Finalement, son armée est vaincue par celle de l'émir Moussa Ibn Noçaïr, elle parvient à s'échapper, mais est finalement tuée. Les récits littéraires varient, certaines sources indiquant qu'elle fut tuée dans l'Aurès près d'un lieu dès lors appelé Bir-al Kahina, tandis que d'autres sources indiquent Tabarka,.
D'après les récits ultérieurs, la défaite de ses troupes aurait été en partie due à la trahison de Yazid, jeune captif arabe que Kahina a épargné à la bataille de l'oued Nini. Celui-ci aurait tenu une correspondance secrète avec Hassan Ibn Numan pour le tenir au courant des mouvements des troupes berbères.
Selon les sources, elle serait soit morte au combat, l'épée en main, soit par suicide, en avalant du poison, plutôt que d'être prise par l'ennemi. D'après Ibn Khaldoun, Kahina est capturée et décapitée, et sa tête est envoyée au calife Abd al-Malik. Selon Amamra Saïd Med El Hadi, il s'agit d'une invention de commentateurs arabes. Cet événement se produit dans les années 690 ou 700 : l'année 703 est souvent retenue.
Après cette victoire, Hassan retourne à Kairouan. Il va de l'avant et prend Carthage, qui a été reprise par les Byzantins en 697 à la suite de la retraite arabe en Cyrénaïque. Après avoir réprimé la révolte berbère et chassé les Byzantins de la côte, il offre au reste des Berbères des termes de paix, et 12 000 d'entre eux sont recrutés dans l'armée arabe.
D'après certains historiens musulmans, prévoyant la déroute de son armée, Kahina aurait envoyé au préalable ses deux fils à l'armée arabe pour les protéger ; ceux-ci auraient été intégrés à un rang élevé dans l'armée arabe. Toutefois, l'historien Al-Waqidi indique qu'ils sont morts avec leur mère.

## Récits médiévaux
Dihya est réputée user de pouvoirs magiques : « Hassan accorda au fils aîné de la Kahena le commandement en chef des Djeraoua et le gouvernement du Mont-Auras. Il faut savoir que d'après les conseils de cette femme, conseils dictés par les connaissances surnaturelles que ses démons familiers lui avaient enseignées, ses deux fils s'étaient rendus aux Arabes avant la dernière bataille. » Selon Ibn Khaldoun, elle est âgée de 127 ans le jour de sa mort.
Parmi les tribus berbères, Ibn Khaldoun distingue :
- les Idjerawen (ou Djerawa), tribu qui habitait les Aurès et à laquelle appartenait Kahina ;
- les Nefousas (ou Nefzawas), Berbères de l'Ifriqiya ;
- les Fendelawa, les Medîouna, les Behloula, les Ghiata et les Fazaz, Berbères du Maghreb al-Aqsa (nom arabe correspondant au Maroc).

Parmi ces tribus originaires de l'actuelle Tunisie, des Aurès de l'actuelle Algérie et de l'actuel Maroc, la tribu des Djerawa est une des plus puissantes de la confédération des Zénètes.
Mais, selon Gabriel Camps, les deux tribus berbères citées, Djerawa et Nefzawas, seraient de confession chrétienne avant l'arrivée de l'islam.
Selon al-Darisi, Dihya commande la tribu des Djerawa pendant soixante-cinq ans, vit cent vingt-sept ans et gouverne l'Ifriqiya pendant cinq ans. Selon d'autres, elle prend la direction de la résistance à 22 ans.

## Divergences historiques
Le rôle joué par Dihya constitue un enjeu considérable pour ses commentateurs. Les sources que nous avons sur Dihya proviennent en grande partie des historiens musulmans. C'est donc pour certains d'entre eux sur des arrière-pensées et vues politiques que sont fondées leurs affirmations[Interprétation personnelle ?]. Cela est d'autant plus difficile à vérifier que les sources diverses sont rares[Lesquelles ?].

### Politique de la terre brûlée
L'historiographie a également mis l'accent sur la politique de la terre brûlée qui aurait été pratiquée par Kahina, d'après Ibn Khaldoun[réf. nécessaire], Émile-Félix Gautier, Ibn El Athir dans son livre Al-Bayan al-Mughrib, ce qui aurait motivé le mécontentement des cultivateurs de la côte.
Cette version est contestée par certains historiens, comme Mohamed Talbi ou Yves Modéran, selon lesquels il se serait agi, pour les historiens musulmans, de discréditer la reine berbère, hostile à l'expansion musulmane : des villes et des villages auraient certes effectivement été brûlés, mais cela s'expliquerait non par l'invasion musulmane, mais par le fait que le Maghreb, depuis la chute de l'Empire romain d'Occident, était le théâtre d'affrontements entre Byzantins et Berbères, voire entre Berbères nomades et sédentaires.

### Archéologie

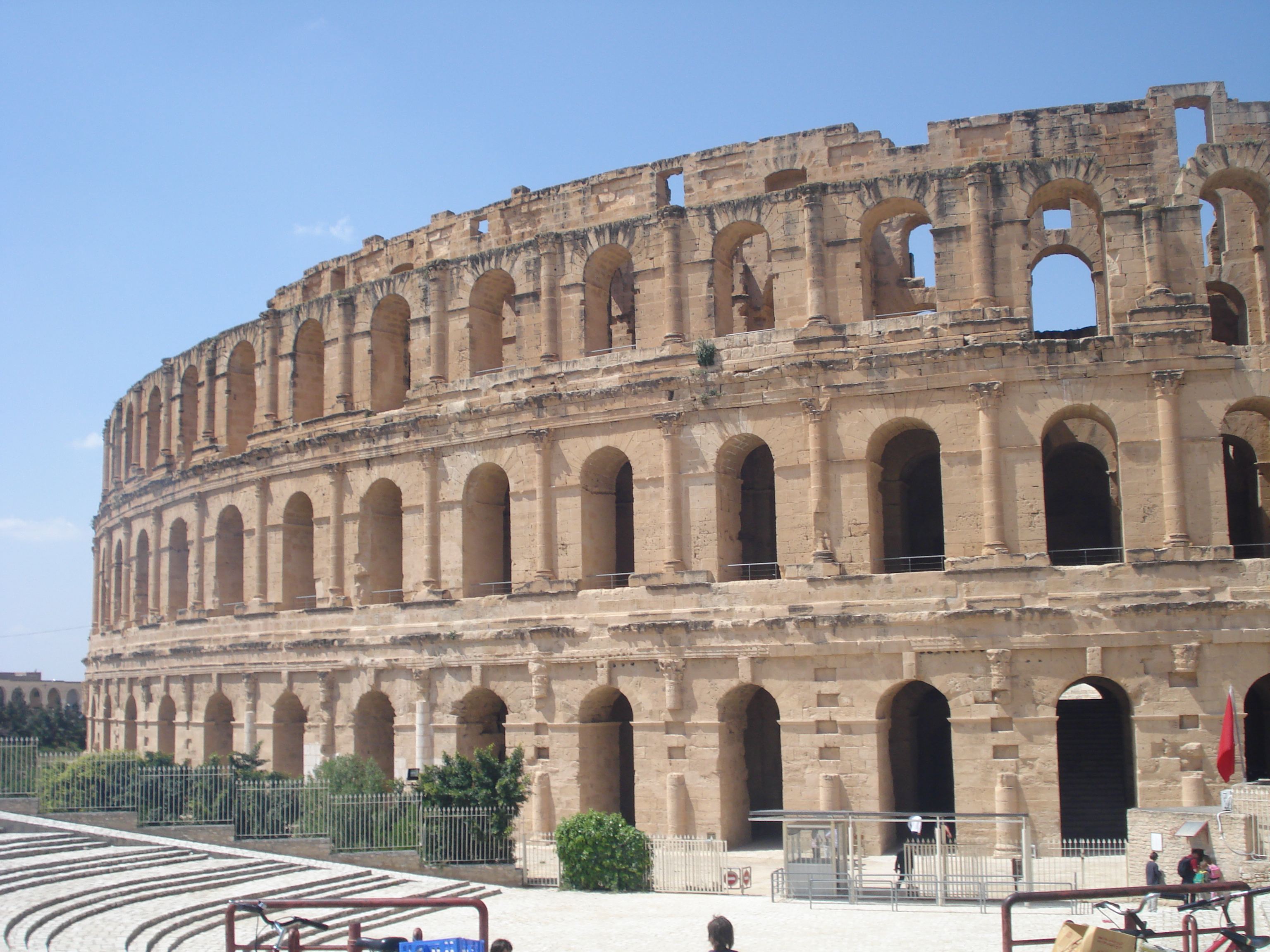
Amphithéâtre d'El Jem.

En Algérie, dans la région des Aurès, aucune étude sérieuse n'a été entreprise à ce jour. Mais depuis 2006, les autorités algériennes affirment entreprendre des recherches.
Dans la ville antique de Baghaï (dans la wilaya de Khenchela), où est supposé se trouver le château de Kahina (selon la légende, elle vivait dans un palais), à plusieurs reprises, les archéologues ont pensé l'avoir trouvé, mais apparemment sans succès pour l'instant. Malgré son classement comme monument du patrimoine national, la ville de Baghaï, peu ou pas entretenue, est en péril, ce que déplorent les spécialistes algériens sur place.
Al-Bakri (xie siècle) rapporte une légende faisant de l'amphithéâtre d'El Jem « le château de la Kahena ». At-Tijani rapporte la même tradition sur El-Djem.

## Postérité
Selon Le Monde, « la cheffe guerrière est tour à tour célébrée en pionnière du féminisme ou en résistante nationaliste ».
Elle est citée par des auteurs arabes[Lesquels ?], après l'invasion de Baghaï, comme une femme possédant une poigne de fer, tout en étant une redoutable combattante[réf. nécessaire]. Dihya est la seule femme connue de l'histoire à avoir combattu militairement les Omeyyades.
Une statue a été construite en Algérie en mémoire de Kahina, à l'initiative de l'association Aurès El Kahina. Elle a été érigée dans le centre-ville de Baghaï, wilaya de Khenchela, et inaugurée en 2003 par Abdelaziz Bouteflika, lors de sa visite dans la wilaya. La statue, réalisée en acier Corten, est l'œuvre de l'artiste sculpteur Ali Bouteflika, qui s'est inspiré des anciennes pièces de monnaie à l'effigie de la reine,.

### Incendie du 12 avril 2016
Dans la nuit du 12 avril 2016, la statue de Dihya, à Khenchela, est victime d'un incendie criminel. Elle est brûlée à Baghaï par des personnes non identifiées,,. Le Mouvement autonomiste chaoui (MAC) dénonce l'incendie et déclare : « Dans ce Pays chaoui qui se meurt où l'histoire et la langue ne tiennent plus qu'a un fil, une forfaiture est commise dans un lieu hautement symbolique de notre identité en portant atteinte au symbole de la résistance chaouie »,. L'acte est dénoncé et condamné par une grande frange de la société civile indignée.
À la suite de cet événement, la statue est restaurée, quelques jours plus tard, par de jeunes chaouis. Certains ont reproché aux autorités locales leur indifférence, et le fait qu'elles n'aient pas pris d'initiatives, afin de chercher les coupables.
Un rassemblement de protestation a eu lieu le 20 août 2016 contre la tentative de vandalisme de la statue de Dihya. Des militants chaouis ont notamment mis en avant plusieurs revendications, en appelant les autorités locales à restaurer la statue par des spécialistes, et en exigeant le changement de la plaque du monument, afin d'y ajouter la langue amazighe.

## Dans la culture

### Littérature algérienne
Berthe Bénichou-Aboulker est la première femme de lettres à la célébrer dans une pièce de théâtre : La Kahena, reine berbère, en 1933.
Dans la littérature algérienne contemporaine, Kahina est évoquée dans les œuvres de beaucoup d'écrivains, notamment Kateb Yacine. L'originalité de ce dernier est d'avoir fait de Kahina une païenne au sens non idolâtre ou polythéiste, mais dont le paganisme s'apparente à un matérialisme moderne. Dans La Femme sauvage qu'il écrit entre 1954 et 1959, Kateb Yacine présente Kahina comme une adoratrice de la terre, seule divinité qu'elle reconnaisse. Cette passion pour la terre est synonyme de patriotisme.
Kahina prend alors l'image de « la vierge aux abois » nommée la « Numidie », abandonnée mourante par « Jugurtha », comme l'évoque Rachid dans son roman Nedjma en se disant :

« Et c’est moi, Rachid, nomade en résidence forcée, d’entrevoir l’irrésistible forme de la vierge aux abois (Kahina), mon sang et mon pays ; à moi de voir grandir sous son premier nom arabe la Numidie que Jugurtha laissa pour morte. »

Mohammed Khaïr-Eddine :

« Khaïr-Eddine, selon Zemmouri, évoque Kahina dans ses textes comme une ancêtre emblématique (…). Dans Agadir le héros reconnaît comme divinité la « Déesse Sudique Rutilante » qui semble désigner à la fois Kahina et la terre du sud (…). L’histoire devient alors mythe. Mais alors que Farès et Kateb exaltent et célèbrent en elle la femme qui symbolise la résistance aux envahisseurs arabo-musulmans, Khaïr-Eddine, lui, préfère voir en elle le symbole de la révolte. Si elle intervient dans son œuvre c'est en tant que personnage incarnant l'opposition à l'ordre établi. »

Dans ce même roman, Kahina proclame : « Je suis Kahina La Berbère. Les Roumis m’appellent la Reine Serpent de Barbarie. Mais je suis communiste…. »

### Littératures étrangères
Plusieurs femmes ont évoqué Kahina, comme Gisèle Halimi dans son livre La Kahina ou Baya Jurquet dans son livre Femmes algériennes : de la Kahina au Code de la Famille, où elle dénonce le Code de la famille adopté le 9 juin 1984, en Algérie. On compte aussi La Kahina de Roger Ikor, un roman édité chez Encre.
Gisèle Halimi a déclaré :

« J’ai voulu clore ce cycle par la Kahina. Dans son contexte historique, je l’ai fait vivre, aimer, guerroyer, mourir. Comme mon père, Édouard le Magnifique, l’aurait peut-être imaginée. La Kahina était-elle son ancêtre ? Peut-être. L’ai-je aimée en la faisant revivre. Oui. Passionnément. »

L'auteur Manly Wade Wellman a écrit un roman fantaisiste historique à son sujet, intitulé Cahena.
On doit à Isaure de Saint Pierre le roman La Kahina, reine des Aurès, paru en novembre 2011 chez Albin Michel.

### Au cinéma
- Dans la série télévisée Sydney Fox, l'aventurière (épisode 64), les chasseurs de reliques récupèrent un artefact ayant appartenu à Kahina. Elle est vue dans des scènes de flashback.
- L'épisode L'Héritage, de la saison 6 de Xena, la guerrière, fournit une histoire romancée sur Kahina (jouée par Alison Bruce (en)) au Maghreb.